# کامیونکا (شهرستان سوواوکی)
کامیونکا (به لهستانی:  Kamionka) یک روستا در لهستان است که در گمینا ویژاینه واقع شده‌است.